# Lucha del garrote

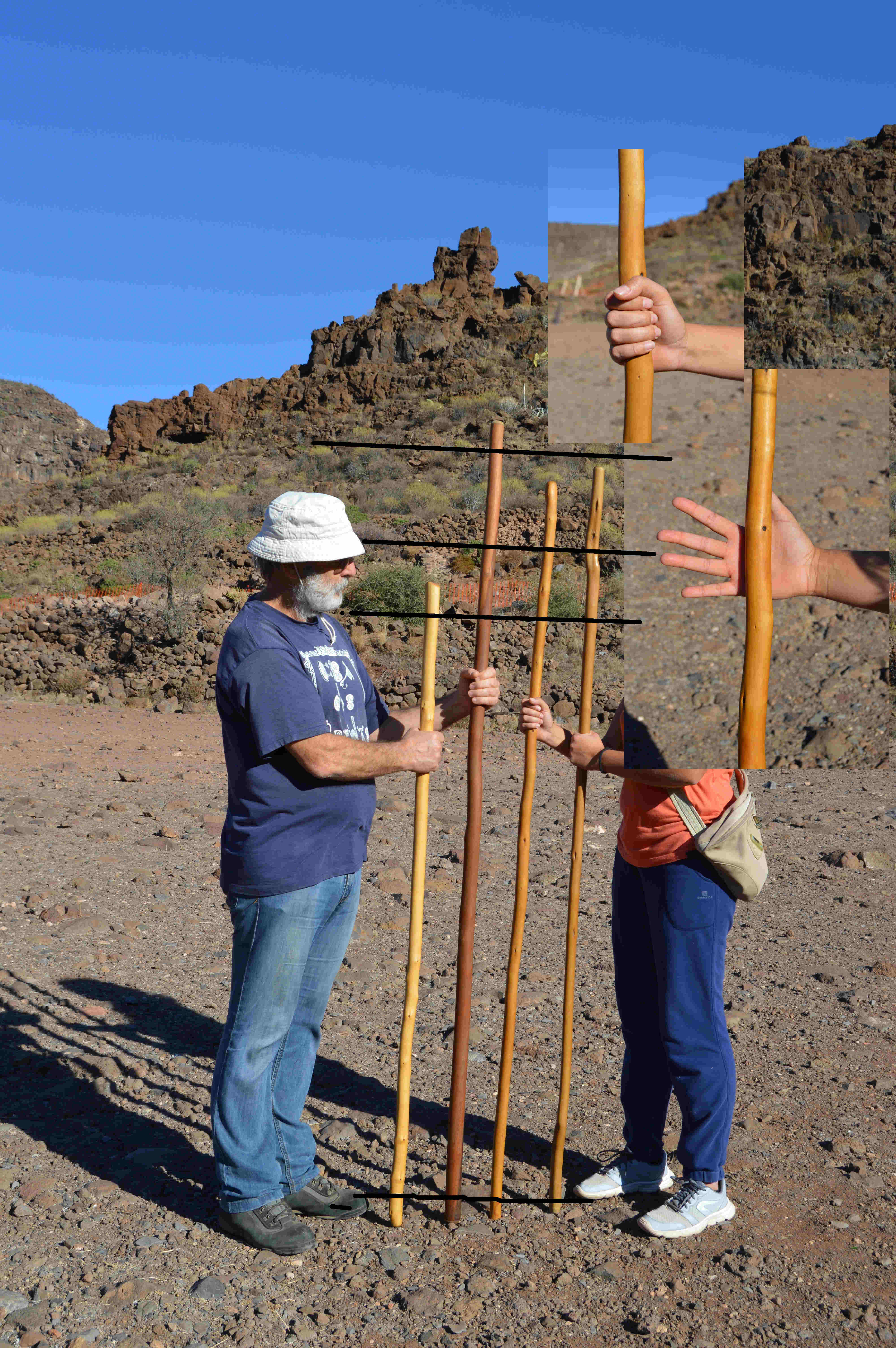
Medidas de garrote según altura del luchador.

La lucha del garrote o Garrote Canario es un arte de pelea originaria de las Islas Canarias que se realiza con garrote definido por un grosor que llene la mano y una longitud que varía desde el hombro del luchador hasta una cuarta por encima de este.

## Origen
El origen de esta práctica se remonta a la época prehispánica de las Islas, donde sus antiguos habitantes basaban su sustento básicamente en el pastoreo, para lo cual se ayudaban de un garrote para desplazarse a lo largo de la abrupta geografía. A su vez, esta herramienta se empezó a utilizar también como arma ante los problemas que tenían estos guerreros-pastores entre ellos, como robo de ganado o desafíos, y con enemigos externos, como piratas, castellanos, holandeses y portugueses, que iban a las islas en busca de esclavos y de alimentos. Solían ser pastores los que practicaban esta defensa que hoy se ha convertido en una tradición en las Islas Canarias, sobre todo en el Hierro.

## En la actualidad
La Lucha del Garrote es un deporte reglado que se practica principalmente en las islas de Gran Canaria, Tenerife, el Hierro y La Palma. 
Los grupos de garroteros que practican de manera continua en un lugar determinado se denominan "pilas". En la actualidad, cada pila está representada por un color que lucen en los fajines que llevan puestos. El color negro se reserva para los maestros, jueces, árbitros y representantes de la Federación.